# Mantilj
Mantilj (spanska: mantilla) är en stor, elegant slöja, oftast i svart eller vit spets. Mantiljen har sitt ursprung i Spanien och kan användas formellt som spansk kvinnoklädsel vid festliga eller högtidliga tillfällen. Mantiljen bärs uppsatt med hårkam, en så kallad peineta, i håret och draperad över axlarna.

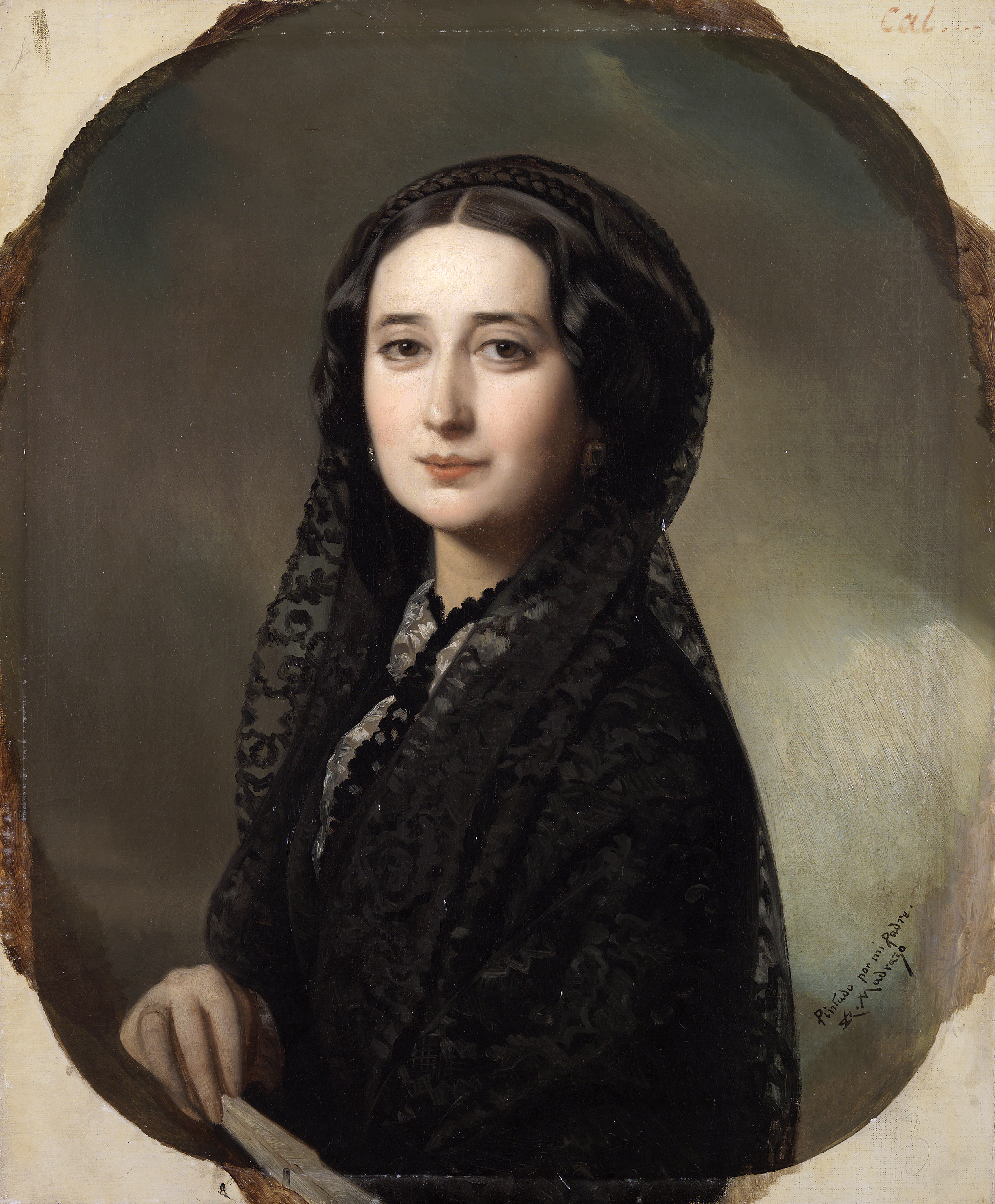
Exempel på mantilj: Carolina Coronado, porträtterad av Federico de Madrazo omkring år 1855.